# Hypanartia
Hypanartia es un género de lepidópteros de la subfamilia  Nymphalinae en la familia Nymphalidae que se encuentra desde México a   Sudamérica.

## Especies
- Hypanartia bella (Fabricius, 1793)
- Hypanartia celestia Lamas, Willmott & Hall, 2001
- Hypanartia cinderella Lamas, Willmott & Hall, 2001
- Hypanartia charon (Hewitson, 1878)
- Hypanartia christophori Jasiñski, 1998
- Hypanartia dione (Latreille, 1813)
- Hypanartia fassli Willmott, Hall & Lamas, 2001
- Hypanartia godmanii (Bates, 1864)
- Hypanartia kefersteini (Doubleday, 1847)
- Hypanartia lethe (Fabricius, 1793)
- Hypanartia lindigii (C. & R. Felder, 1862)
- Hypanartia paullus (Fabricius, 1793)
- Hypanartia splendida Rothschild, 1903
- Hypanartia trimaculata Willmott, Hall & Lamas, 2001